# Set Fire to Flames
Set Fire to Flames fue una banda canadiense de post-rock compuesta por trece músicos de Montreal. Han publicado dos álbumes, en Alien8 Recordings y FatCat Records.
La idea inicial era juntar a un grupo de músicos en un apartamento para grabar tanto como pudieran en un lapso de cinco días. Ambos álbumes fueron grabados "en estados de haber dormido poco o nada, con distintos niveles de intoxicación, y en confinamiento físico".
Su segundo álbum fue grabado en un granero del Ontario rural, y en él se puede escuchar el sonido de las puertas crujir y otros ruidos de fondo. Grabaron un tercer álbum en colaboración con Jackie-O Motherfucker que no llegó a ser publicado.
Las ilustraciones de las portadas de sus dos álbumes publicados están ilustradas con el trabajo del fotógrafo Michael Ackerman.

## Miembros
- Aidan Girt
- Beckie Foon
- Bruce Cawdron
- Christof Migone
- David Bryant
- Fluffy Erskine
- Gen Heistek
- Gordon Krieger
- Jean-Sébastien Truchy
- Mike Moya
- Roger Tellier-Craig
- Sophie Trudeau
- Speedy Weaver

## Discografía
- Sings Reign Rebuilder (2001)
- Telegraphs in Negative/Mouths Trapped in Static (2003)